# Карлсгамн
Карлсгамн (швед. Karlshamn) — місто у Швеції в лені Блекінге, адміністративний центр Карлсгамнської комуни.
Населення — 18 768 осіб.
Карлсгамн розташований у гирлі річки Мієон, що впадає до Балтійського моря і є великим портовим містом, що має один з найбільших і сучасних портів у Швеції. Через місто проходить залізниця Крістіанстад — Карлскруна. Планування Карлсгамну було здійснено відомим шведським інженером  Еріком Дальбергом у 1660-х рр. і має вигляд сітки: довгі вулиці прокладені вздовж Мієона, короткі відходять перпендикулярно від них. У місті збереглося кілька дерев'яних будівель XVIII століття.

## Історія
На місці Карлсгамну здавна існував жвавий данський порт Бодекулль, але після переходу Блекінге під владу Швеції поселення у 1664 році отримало міські права, а два роки по тому і нову назву. Місто часто піддавалося руйнуванню, особливо в роки війни за Сконе (1675-79). На початку XVIII століття в Карлсгамні проживало близько 1800 жителів. До 1800 року населення зросло до 3000 осіб, що було обумовлено інтенсивним розвитком торгівлі і морського судноплавства.
  
Як і багато інших приморські міста, у XIX і протягом значної частини XX століття Карлсгамн животів. З 1805 року по 1950 році він перемістився в списку найбільших шведських міст з 12-го на 67-е місце. Однак після 1960 року ситуація змінилася, і Карлсгамн перетворився в один з найважливіших портів південній Швеції.

## Галерея

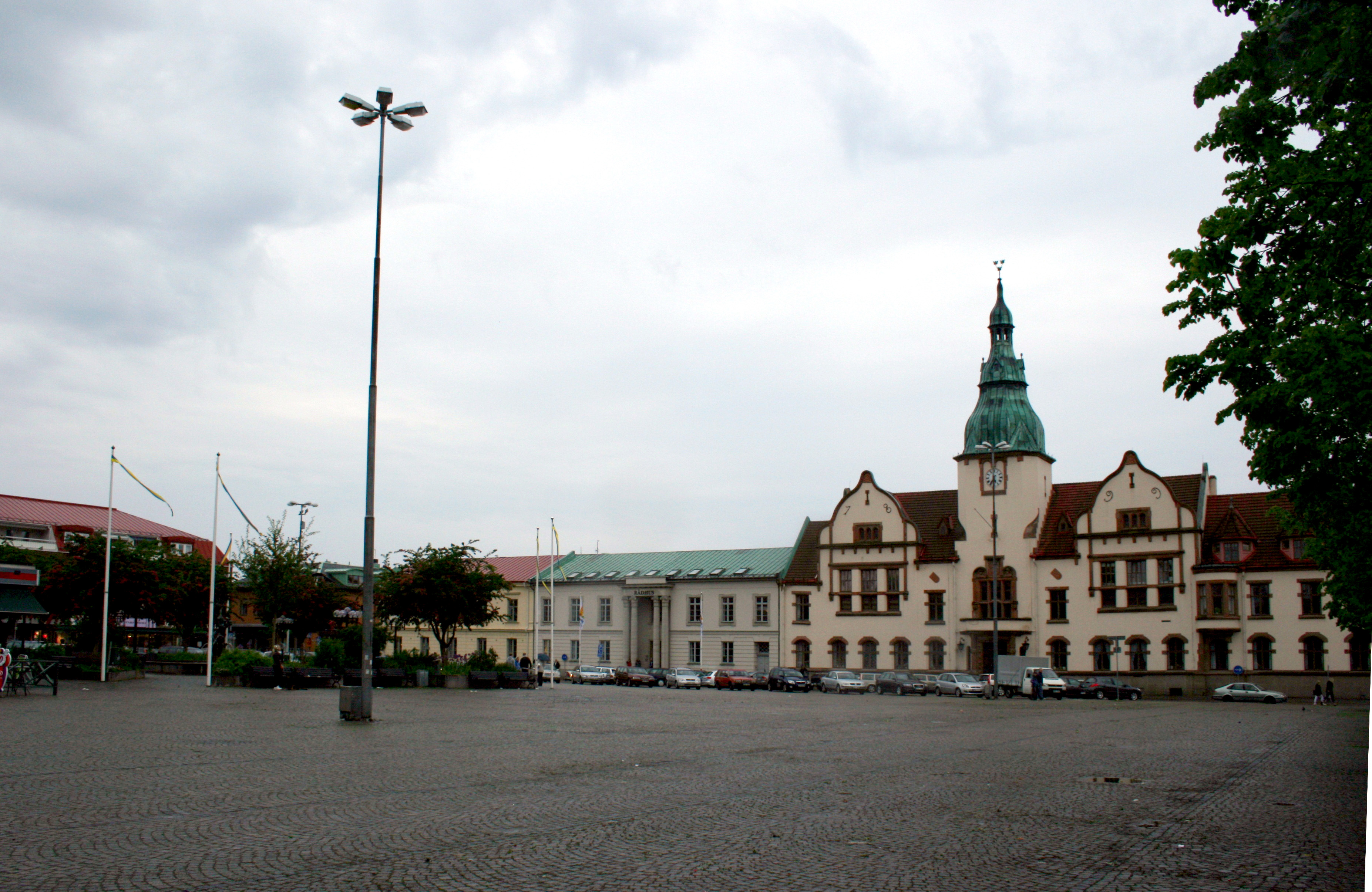
Центральна площа та ратуша
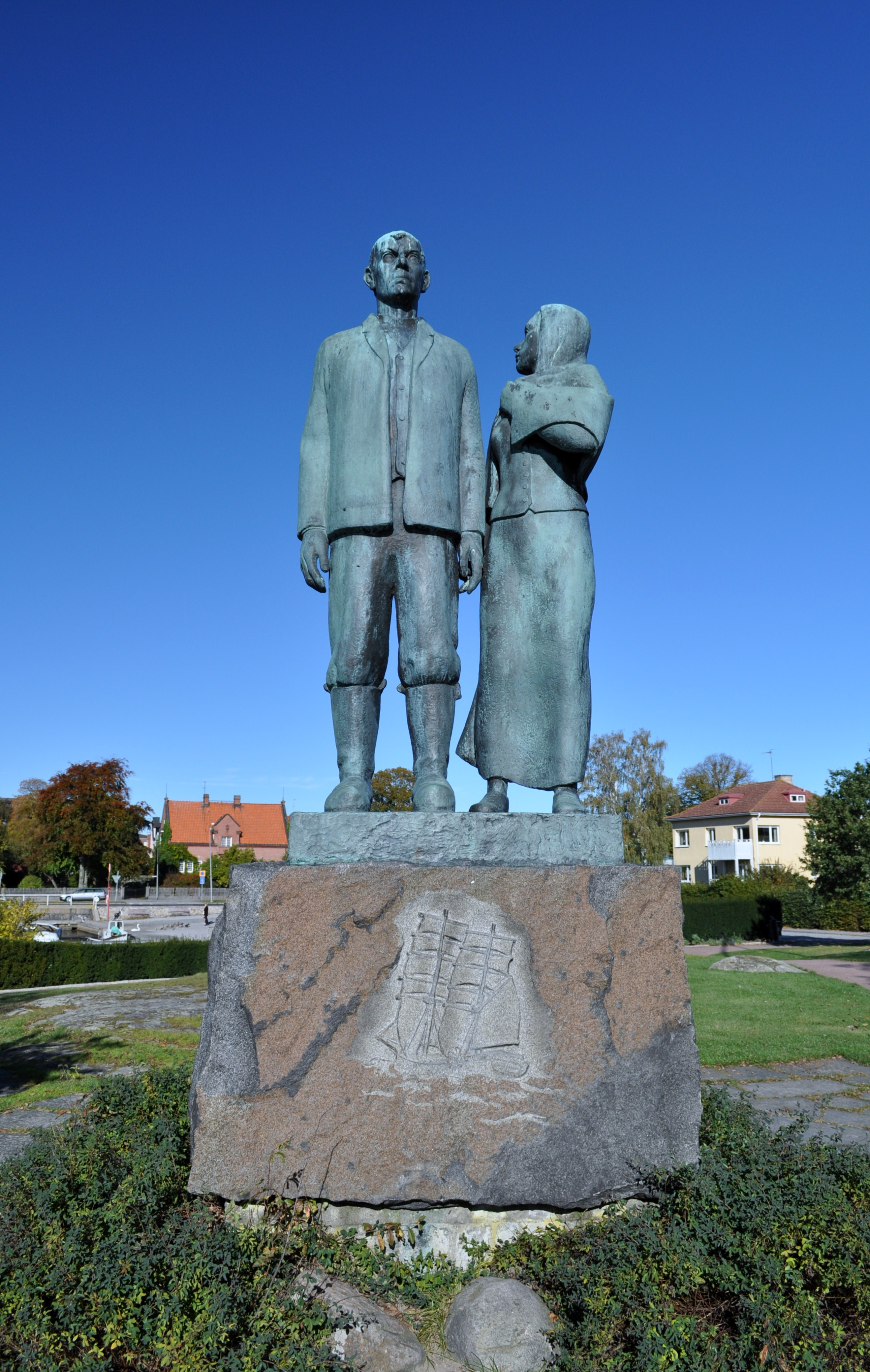
Пам'ятник емігрантам. Скульптор Аксель Улльсон
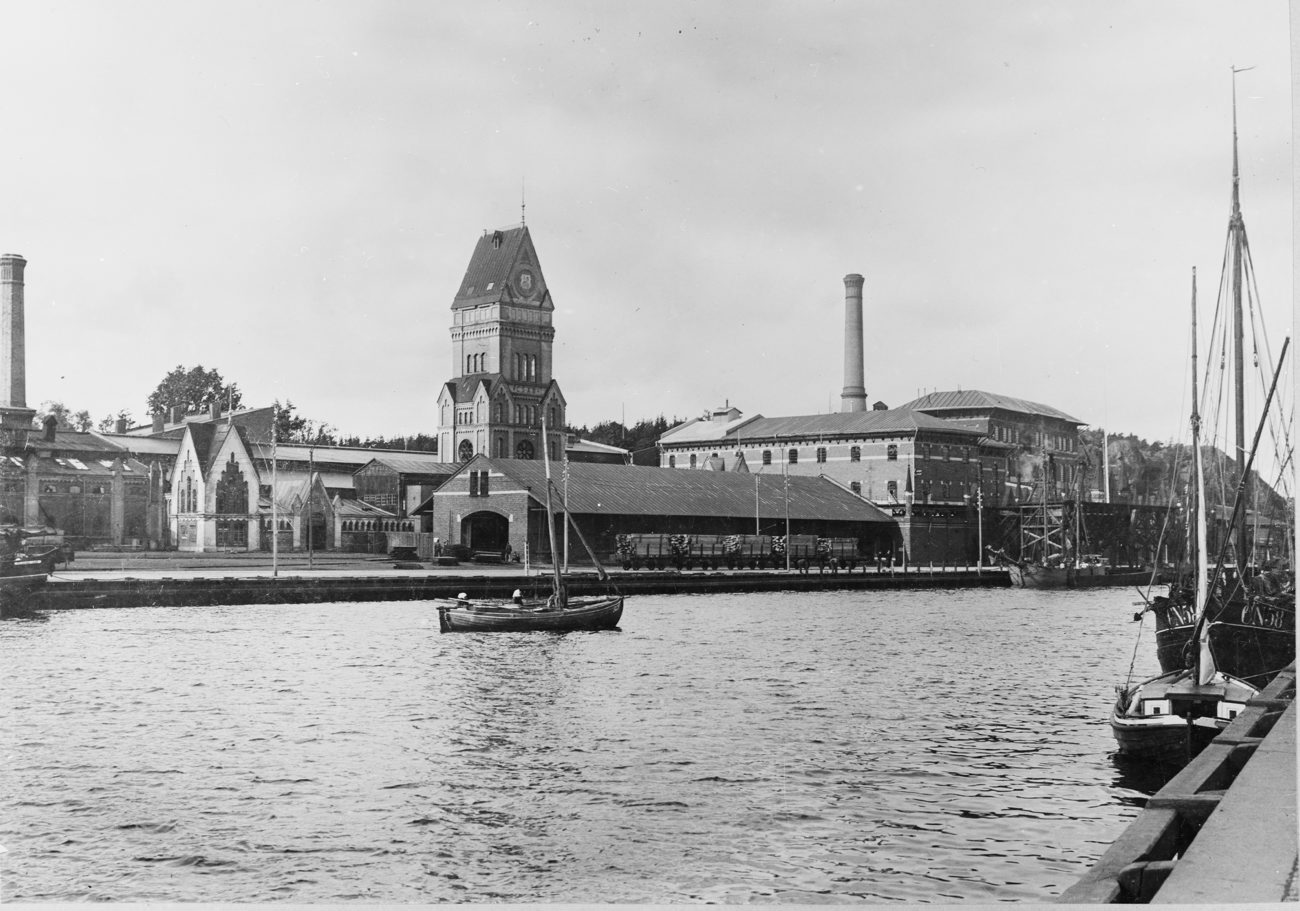
Карлсгамн (1900)